# Není nám do pláče
Není nám do pláče je v pořadí třinácté, nejdražší a nejambicióznější, studiové album české poprockové hudební skupiny Chinaski; vydáno bylo 5. května 2017 péčí vydavatelství BrainZone [ˈbreɪnzəʊn]. Produkoval je velšský producent Greg Haver, jenž s kapelou spolupracoval již na předchozí desce Rockfield (2014). Chinaski album nahrávali celkem ve čtyřech studiích v různých zemích: na Novém Zélandu, v USA, Austrálii a ve Spojeném království, po čtrnáct měsíců; po tuto dobu v kapele nechyběly okamžiky plné napětí a hádek.

## Pozadí
Natáčení alba předcházel Malátného email ostatním v kapele ve znění:
| „ | Chci narušit ten zasmrádlej stroj, co jede na setrvačník písniček, chci vás nasrat a vyburcovat k čemukoliv, minimálně k odvaze. Jestli chceme ještě deset let hrát na úrovni a ještě lépe, jestli chceme hrát velký pódia, jestli chceme držet krok s mladšíma kapelama, měly by mít naše koncerty úplně jinou tvář a energii. Společnou. Já jsem se objednal k odborníkovi a s jeho pomocí se pokusím nějak líp vyrovnat se svou existencí. A vy zkuste vypadat jako chlapi. Je to rada na hovno, ale jiná mě nenapadá. Máme rozdělanou desku, před sebou dobrej rok, dva. Pojďme je dát naplno. Protože kdyby to po nový desce mělo vypadat stejně, tak na to peču. Howgǃ | “ |

## Seznam skladeb
Všechny skladby napsal(i) Chinaski. 
| Pořadí         | Název                    | Délka |
| -------------- | ------------------------ | ----- |
| 1.             | Není nám do pláče        | 3:39  |
| 2.             | Potkal jsem tě po letech | 3:39  |
| 3.             | Já nebo ty               | 3:53  |
| 4.             | Tamaryšek                | 4:27  |
| 5.             | Venku je na nule         | 3:50  |
| 6.             | Naposled                 | 3:26  |
| 7.             | Propan s butanem         | 4:25  |
| 8.             | Řítím se do pekla        | 3:33  |
| 9.             | Adieu                    | 4:41  |
| 10.            | Hoří Hollywood           | 3:52  |
| 11.            | Záhada                   | 3:23  |
| 12.            | Kapela z Aucklandu       | 1:42  |
| Celková délka: | Celková délka:           | 48:10 |

## Obsazení
- Michal Malátný – zpěv, kytara
- František Táborský – kytara
- Ondřej Škoch – basová kytara
- Štěpán Škoch – saxofon
- Petr Kužvart – trumpeta
- Otakar Petřina – bicí